# Mièges
Mièges é uma comuna francesa na região administrativa de Borgonha-Franco-Condado, no departamento de Jura. Estende-se por uma área de 7.68 km². Em 2010 a comuna tinha 173 habitantes (densidade: 22,5 hab./km²).
Em 1 de janeiro de 2016, incorporou as antigas comunas de Esserval-Combe e Molpré ao seu território.